# HD175744
HD175744 — хімічно пекулярна зоря спектрального класу B9, що має видиму зоряну величину в смузі V приблизно 6,6.
Вона  розташована на відстані близько 765,6 світлових років від Сонця.

## Пекулярний хімічний склад
Зоряна атмосфера HD175744 має підвищений вміст
Si
.

## Магнітне поле
Спектр даної зорі вказує на наявність магнітного поля у її зоряній атмосфері.
Напруженість повздовжної компоненти поля оціненої з аналізу
наявних ліній металів
становить 35,0± 75,0 Гаус.